# Угро-фински језици
Угро-фински језици или фино-угарски језици су језичка породица присутна на широком простору Европе од Балтика и Скандинавије на северу, до планине Урал и реке Дон на истоку. Укупан број говорника ових језика се процењује на 25 милиона. Мађарски језик је са 14 милиона говорника најзначајнији језик ове породице, док они најмањи имају само неколико говорника (ливонски језик). Неки од угро-финских језика су изумрли у 20. веку. 
Заједно са самоједским језицима угро-фински језици чине ширу породицу уралских језика. Сви ови језици развили су се из прауралског језика којим су се људи служили пре око 6.000 година.

## Оспоравање традиционалне класификације уралских језика
Према традиционалној класификацији, уралски језици се деле на угро-финске и самоједске језике. Данас овакву класификацију оспорава део лингвиста. Према овом мишљењу постоји 9 базичних уралских група језика: балто-финска, лапонска, маријска, мордвинска, пермска, мађарска, хантијска, мансијска и самоједска. Другим речима, угро-финске језике не би требало груписати у веће групе као што су угарска, фино-пермска и фино-поволшка (фино-волшка), али и угро-финска, а самоједске језике не би требало посматрати одвојено од угро-финских језика.

## Морфологија
Већина угро-финских језика су аглутинативни који именске облике граде суфиксима, а не предлозима. Углавном не познају родове. 

## Заједнички речник

### Бројеви
У табели су приказани бројеви од 1 до 10 у различитим угро-финским језицима и њихова реконструкција у протоугро-финском језику.
| број | фински    | естонски | воро   | ливонски | лапонски северни | лапонски инари | ерзја  | мари долински | мокша  | манси   | мађарски     | прото- угро- фински |
| ---- | --------- | -------- | ------ | -------- | ---------------- | -------------- | ------ | ------------- | ------ | ------- | ------------ | ------------------- |
| 1    | yksi      | üks      | ütś    | ikš      | okta             | ohta           | vejke  | ikte          | fkä    | akva    | egy          | *ykte               |
| 2    | kaksi     | kaks     | katś   | kakš     | guokte           | kyeh´ti        | kavto  | kokət         | kaftə  | kityg   | kettő        | *kakte              |
| 3    | kolme     | kolm     | kolm   | kuolm    | golbma           | kulma          | kolmo  | kumət         | kolmə  | hurum   | három, harm- | *kolme              |
| 4    | neljä     | neli     | nelli  | nēļa     | njeallje         | nelji          | ńiľe   | nələt         | nilä   | nila    | négy         | *neljä              |
| 5    | viisi     | viis     | viiś   | vīž      | vihtta           | vitta          | veƭe   | wizət         | vetä   | at      | öt           | *vitte              |
| 6    | kuusi     | kuus     | kuuś   | kūž      | guhtta           | kutta          | koto   | kuδət         | kotə   | hot     | hat          | *kutte              |
| 7    | seitsemän | seitse   | säidse | seis     | čieža            | čiččam         | śiśem  | šəmət         | sisäm  | sat     | hét          | N/A                 |
| 8    | kahdeksan | kaheksa  | katõsa | kōdõks   | gávcci           | käävci         | kavkso | kandaš(e)     | kafksə | ńololov | nyolc        | N/A                 |
| 9    | yhdeksän  | üheksa   | ütesä  | īdõks    | ovcci            | oovce          | vejkse | indeš(e)      | veJksə | ontolov | kilenc       | N/A                 |
| 10   | kymmenen  | kümme    | kümme  | kim      | logi             | love           | kemeń  | lu            | keməń  | lov     | tíz          | N/A                 |

## Класификација
- угарски језици
  - мађарски
  - обско-угарски језици
    - хантијски
    - мансијски

- фино-пермски језици
  - фино-поволшки језици (фино-волшки језици)
    - балто-фински језици
      - фински
      - карелски
      - вепски
      - вотски
      - ижорски
      - естонски
      - ливонски

    - лапонски језици
      - источна група
      - јужна група
      - западна група

    - мордовински језици
      - ерзјански
      - мокшански

    - маријски
      - брдски маријски
      - долински маријски

    - мерјански †
    - муромски †
    - мешчерски †

  - пермски језици
    - комски (комско-зирјански)
    - комско-пермјачки
      - комско-јазвински

    - удмуртски